# Маковиці (Нижньосілезьке воєводство)
Маковиці (пол. Makowice, нім. Schwengfeld) — село в Польщі, у гміні Свідниця Свідницького повіту Нижньосілезького воєводства.
Населення — 269 осіб (2011).
У 1975-1998 роках село належало до Валбжиського воєводства.

## Демографія
Демографічна структура станом на 31 березня 2011 року:
|          | Загалом | Допрацездатний вік | Працездатний вік | Постпрацездатний вік |
| -------- | ------- | ------------------ | ---------------- | -------------------- |
| Чоловіки | 136     | 29                 | 97               | 10                   |
| Жінки    | 133     | 23                 | 82               | 28                   |
| Разом    | 269     | 52                 | 179              | 38                   |